# Jewdokim Malcew
Jewdokim Jegorowicz Malcew (ros. Евдоким Егорович Мальцев, ur. 2 lipca?/15 lipca 1910 we wsi Łutoszkino w obwodzie lipieckim, zm. 20 marca 1981 w Moskwie) – radziecki generał armii.

## Życiorys
W latach 1930–1933 pracował w milicji, od 1933 służył w Armii Czerwonej, w 1935 skończył szkołę wojskowo-polityczną w Połtawie, w 1947 wyższe kursy doskonalenia oficerów politycznych, a w 1954 Akademię Sztabu Generalnego. Od 1935 był oficerem politycznym, początkowo politrukiem kompanii, później szkoły pułkowej, następnie komisarzem pułku, a od 1938 komisarzem dywizji piechoty. Podczas wojny z Niemcami uczestniczył w działaniach zbrojnych na Froncie Południowym, Zakaukaskim, Północno-Kaukaskim, Leningradzkim, 1 Ukraińskim i 2 Dalekowschodnim jako komisarz 74 Dywizji Piechoty, szef Wydziału Politycznego 12 Armii (1941–1945), członek Rady Wojennej 47 Armii, 56 Armii, Armii Nadmorskiej, 21 Armii i 15 Armii (1942–1945), organizując pracę partyjno-polityczną w wojsku. Brał udział w operacji barwienkowsko-łozowskiej, krasnodarskiej, noworosyjsko-tamańskiej, wyborskiej, sandomiersko-śląskiej i sungaryjskiej. Po wojnie był członkiem Rady Wojennej armii, zastępcą dowódcy armii ds. politycznych i w latach 1957–1960 członkiem Rady Wojennej – szefem Wydziału Politycznego Turkiestańskiego Okręgu Wojskowego, następnie 1960–1965 Nadbałtyckiego Okręgu Wojskowego i 1965–1967 Karpackiego Okręgu Wojskowego, następnie Grupy Wojsk Radzieckich w Niemczech. W grudniu 1971 został komendantem Wojskowej Akademii Politycznej im. W.I. Lenina, w 1973 otrzymał stopień generała armii. Był deputowanym do Rady Najwyższej ZSRR 5 i 8 kadencji. 
Został pochowany na Cmentarzu Nowodziewiczym.

## Odznaczenia
- Order Lenina
- Order Czerwonego Sztandaru (sześciokrotnie)
- Order Wojny Ojczyźnianej I klasy
- Order „Za służbę Ojczyźnie w Siłach Zbrojnych ZSRR” III klasy

I odznaczenia zagraniczne.